# اچ‌ام‌اس لی (۱۸۱۴)
اچ‌ام‌اس لی (۱۸۱۴) (به انگلیسی: HMS Lee (1814)) یک کشتی بود که طول آن ۱۱۵ فوت ۷ اینچ (۳۵٫۲ متر) بود. این کشتی در سال ۱۸۱۴ ساخته شد.